# Mobile Suit Gundam 0079: Card Builder
Mobile Suit Gundam 0079: Card Builder est un jeu vidéo de stratégie développé et édité par Banpresto en 2005 uniquement en arcade sur Naomi 2 Satellite Terminal. C'est une adaptation en jeu vidéo de la série basée sur l'anime Mobile Suit Gundam et notamment Mobile Suit Gundam. Le jeu peut se jouer en multijoueur et utilise un système de cartes de jeu,.